# NK Croatia Zürich
NK Croatia Zürich je nogometni klub hrvatske iseljeničke zajednice iz Züricha u Švicarskoj.

## Povijest
Croatia je 1969. godine. Osnovali su ga Hrvati na privremenom radu u Švicarskoj.
Igrao je u ligi Satus, kao i svaki drugi klub kojeg su osnovali inozemci. U tom je natjecanju bio uspješan te je osvojio to prvenstvo i Satus kup.
1989. je izašao iz lige Satusa te je igrao u 5. ligi cirškog regionalnog saveza kao podsekcija kluba Bella Italia.
1992. godine je klub opet samostalno djelovao kao FC Croatia ZH, a natjecao se u 5.Ligi FVRZ. Vremenom je napredovao do 3. lige, povremeno bi ispadao u 4. i vraćao se u 3. ligu.
Nogometne sezone 2002./03. su postigli najveći nogometni uspjeh hrvatske iseljeničke zajednice ikad, kad su se plasirali u 2. regionalnu ligu.
Fra Ljubo Krasić vodio je Hrvatsku katoličku misiju Zürich. Pod njenim je okriljem 1971. godine osnovano Hrvatsko kulturno-zabavno društvo MOVIS, u kojem su aktivno djelovale folklorna i športska sekcija. Tako da je Croatia prvu utakmicu odigrala pod imenom Croatia-Movis 1969. u Arbonu protiv Zagreba.
Isprve su bila spontana okupljanja ljubitelja nogometa poslije nedjeljne svete mise na igralištu Allmend. Osnivanjem ovog kluba hrvatski iseljenici dobili su prvi hrvatski nogometni klub u Švicarskoj i prvi u Europi s imenom „Croatia“.
Osnivači Croatije su: Stjepan Janković, Andrija Hudinčec, Juraj Ćurković, Milan Ranogajac, Ivo Babić, Drago Babić, Mirko Sušac, Nikola Sušac, Kamilo Sušac, Drago Mišić, Ivo Šestak, Mario Mahmet, Ludva Knjaz, Andrija Veseljak, Luka Banić, Stjepan Merkaš, Tomo Krizmanić, Andrija Šulj, Ivo Šimunec, Božo Lukaček, Marijan Lukaček, Rudi Petrač, Miro Harašić, Josip Grujica, Mile Čevid, Drago Knezović, Mato Gašparović i tadašnji misionar, fra Ljubo Krasić.
Krajem 60-ih i početkom 70-ih 20. stoljeća bila je hrabrost i smjelost osnovati klub imena Croatia, čak i jednoj politički neutralnoj zapadnoj demokratskoj zemlji Švicarskoj. Brojne su izuzetno neugodne situacije koje su osnivači i klub prošli, prije svega zbog obilježja i imena koje je socijalističkoj Jugoslaviji smetalo. Članovi kluba to su strpljivo podnosili, a istovremeno radili na športskom razvitku i ostavljanju traga svojim igrama. Da bi izbjegli probleme, pokušali su se u više navrata registrirati kod višestrukog prvaka Švicarske “Züricha”, zatim kod “Vinersdorfa”. Odbili su ih, pa su se registrirali i jedno vrijeme i igrali kao podsekcija talijanske momčadi “Bella Italia”.
Dugo godina natjecali su se u ligi SATUS. Brzo su se pokazali kao izvrno i uskoro su stekli pravo natjecanja u promocijskoj skupini u kojoj su se natjecala najbolje momčadi istočne Švicarske. Ranih 1970-ih nižu uspjehe. Sezone 1973./74. prvaci su istočne Švicarske. U Bernu su igrali završnicu protiv prvaka sjeverne Basela, tada trećeligaša, kojeg su pobijedili nakon produžetaka 5:1 i upisala se u “zlatnu knjigu” Satusa. Iz tog vremena su dvaputa SATUS-ovi prvaci Švicarske, tri puta pobjednici SATUS-kupa Švicarske, šest puta prvaci istočne Švicarske, i četiri puta pobjednici kupa istočne Švicarske. U tom zlatnom razdoblju Croatia je imala pet sastava, juniore i seniore.
Zlatne 1974. godine Croatia je u anketi Sportskih novosti, koje su redovito pratile športska zbivanja klubova u iseljeništvu, proglašena za najbolju i najuspješniju momčad. Croatia je održavala svezu i s domovinom. Godine 1985. godine ugostila je prvu momčad zagrebačkog Dinama kojega je vodio legendarni hrvatski trener Tomislav Ivić, te u najboljem sastavu odigrali prijateljsku utakmicu koja je završila 3:3. Godine 1986. ostvarili su jedinstven uspjeh. Uspjeli su se, jer su tadašnja pravila to dopuštala, plasirati kao iseljenički klub i igrati u nacionalnom kupu u SFRJ. Došli su šesnaestine završnice kupa i niti jedan iseljenički klub nikojeg naroda iz SFRJ ni prije ni poslije nije to uspio.
Godina 2003. bila je godina najvećeg športskog uspjeha Croatije. Ušli su u drugu švicarsku ligu. Momčad su činili: Zoran Perak, Roman Krmpotić, Mato Lubina, Robert Ćurić, Elvis Bočkaj, Mario Vasilj (trener), Danijel Pejić, Dinko Šušnja, Zoran Kuzmanović, Damir Tatić, Duško Orsag, Igor Pavlović, Predrag Čeko, Željko Babić, Robert Tonić, Ivica Lucić, Tefi Zejnaj, Guiseppe Sorrentino i Slavko Smolčić. Predsjednik kluba bio je u to vrijeme Vjekoslav Marković.

## Uspjesi
- Drugo svjetsko nogometno natjecanje hrvatskih iseljenika 2011. - sudionici

## Klubovi partneri
- NK Široki Brijeg Zürich[2]

## Vanjske poveznice
- Croatia Zürich  Arhivirana inačica izvorne stranice od 12. veljače 2021. (Wayback Machine) Galerija - Kategorija SP dijasporskih klubova - Split 2011. - slika na stadionu u Parku mladeži